# Mathi
Mathi (Mati in piemontese; dal 1939 al 1959 Mati) è un comune italiano di 3 686 abitanti della città metropolitana di Torino in Piemonte, situato 27 km a nordovest del capoluogo.

## Storia
Quando il primo gruppo di monaci benedettini si stabilì a Mathi, il paese era solo un piccolo villaggio di contadini. I monaci vivevano dove ora si trovano la chiesa di San Mauro abate e l'oratorio San Raffaele. Essi costruirono una torre che si può vedere ancora oggi dietro alla chiesa ed è considerata il simbolo del paese assieme alla chiesa.
 All'epoca delle grandi conquiste territoriali dell'esercito romano, gli ex capi militari, gli abili politici e gli amministratori pubblici, venivano ingraziati per i loro servigi con la proprietà di un terzo dei poderi espropriati durante la battaglia. Anche Mathi, che fino al XIII secolo, durante l'occupazione longobarda di Fredegario si estendeva fino al culmine delle alpi Graie (Vallem detta Amathegis), nell'anno 584 fu ceduta per ottenere la pace e venne assegnata ad un romano di nome Mattius o Matticus, col significato di fondo appartenente alla famiglia dei Mattii.
In epoca medievale, fu elevato un castello, ora ne è rimasta solo la torre (il Torrione), il quale era adibito a dimora del nuovo proprietario. Il 4 maggio 991 nel comune di Visone in provincia di Alessandria, Matingo (così come veniva chiamata Mathi ai tempi dei Longobardi), venne donata ed entrò a far parte dei possedimenti dei benedettini dell'abbazia di Pulcherada. Parte della Carta del Piemonte Antico tracciata dall'abate Lirelli (geografo della Reale Accademia delle Scienze di Torino), dove sono indicate le valli di Mathi (Vallem detta Amathegis). Nell'anno 1785, con l'affievolirsi della presenza benedettina il paese venne a far parte della castellania di Balangero.
Dopo la perdita del feudo dei visconti di Balangero (i Baratonia) e dei loro vassali, il paese tornò nelle mani dei Savoia che lo diedero in feudo a molte famiglie piemontesi, sarà nuovamente coinvolto nelle vicende storiche dello stato sabaudo in particolare si ricordano i giorni 8-9 luglio 1705 durante il saccheggio del paese ad opera delle truppe francesi scese dalla valle di Susa per l'occupazione di Torino e dell'intero Piemonte.
Nei pressi della chiesa parrocchiale, costeggiando la bealera, o percorrendo la strada da via Rivera fino alla via Grosso, restano le deboli tracce di un antico ricetto. Il ricetto era una struttura difensiva della collettività, durante il medioevo la popolazione era soggetta a guerre locali, per il passaggio sul territorio di eserciti, i quali non esitavano a depredare e a saccheggiare.
Così per ordine del principe Giacomo d'Acaia nel 1342 venne eretto un ricetto in cui riparare persone, animali e altre cose in pericolo di guerra. Il ricetto era costituito da una cinta di mura con fossati e due porte, all'interno era attraversato da una strada principale e la stessa veniva tagliata da altre tre strade traverse. Le mura cingevano uno spazio di circa 14 000 m², all'interno, le celle abitative contenevano 75 fuochi, cioè 375 abitanti. Tutte le abitazioni furono distrutte in un incendio nel 1391 e successivamente ricostruite nella stessa maniera.
Come precedentemente detto, sull'etimologia del nome Mathi vi sono pareri discordanti. All'epoca di Fredegario, il luogo principale delle valli dette Amathegis, oggigiorno chiamato Mathi, si intendeva propriamente "fuor de' monti", che rinserrano quella valle, ma inverso la sua entrata e a due scarse miglia da Lanzo, che è già in monte. Il canonico Felice Assalto, si esprime mettendo in evidenza la posizione del borgo rispetto alle valli: "esso è posto verso est, cioè a mattino", termine poi semplificato in "Matti".
Ma non smentisce che possa essersi originato dal greco Mathetés, che significa "scolaro", "discepolo", termine che deriva dal verbo matheteuo, "essere scolaro" o al contrario "essere ammaestrato", in ragione probabilmente dell'istruzione benedettina. Con la soppressione della A iniziale del periodo bizantino e la modifica del suffisso barbarico (-ingo e -engo), si ebbe il Matingo, Mateis dei secoli XI e XII, latinizzati in Maty e Mati e stabilizzati definitivamente nell'attuale Mathi, in cui l'-h ricorda l'origine greca del nome che aveva il teta (q), quest'ultima lettera era normalmente trascritta nell'alfabeto latino con -th. In sintesi si afferma che a causa della posizione geografica, Mathi ha dato il nome ad una vasta regione che, iniziando dalla pianura e legando una linea ideale la Vauda, Grosso, Villanova, Monasterolo, abbracciava il territorio alpino soprastante.
Già fin dal 1700, Mathi è protagonista di uno sviluppo industriale di notevole importanza con il succedersi di officine, filande, cartiere e manifatture tessili; tra le quali spicca il nome della Leuman che già vantava un organico di 250 operai. La produzione della carta risalente al 1836 per opera di Michele Antonio Varetto ha caratterizzato il campo più importante per lo sviluppo dell'attività Mathiese. Alla sua morte la vedova vendette la manifattura a don Giovanni Bosco per 100 000 lire il quale riuscì a rilanciarla in grande stile sul mercato.
Nel 1919 l'intero impianto passò a Giacomo Bosso, imprenditore che riuscì a trasformare la cartiera in un importante polo produttivo nel settore. Nel 1964 vide l'ingresso della multinazionale Ahlstrôm, attualmente unica proprietaria. Ancora oggi la cartiera è la più rilevante fonte di occupazione industriale di Mathi; ma non dimentichiamo tutte le piccole e medie imprese che hanno dato e continuano a dare un vero contributo all'economia del paese.
Nel 1939 la denominazione del comune venne italianizzata in "Mati"; riacquisì la denominazione originaria nel 1959.

### Simboli
(Antonio Manno, Bibliografia storica degli Stati della monarchia di Savoia, 1913)
Il gonfalone in uso è un drappo di azzurro, caricato dello stemma comunale rappresentato con lo sfondo dello scudo d'argento e l'aquila al naturale.

## Società

### Evoluzione demografica
Abitanti censiti

## Cultura

### Avvenimenti e feste del paese
- San Mauro (patrono): questa festa, che ricorre il 15 gennaio, è caratterizzata da una processione religiosa dove la statua del patrono viene portata nelle vie del paese, accompagnata da canti e preghiere. È parte della tradizione locale che il carro su cui è posta la statua venga trainato dai neo-diciottenni.
- San Grato
- San Luigi
- Sagra della Castagna
- Concerto d'Estate
- Concerto di San Luigi
- Concerto di Natale
- Carnevale di Mathi, uno dei più grandi della zona, è stato sospeso nel 2013 per mancanza di fondi e ripreso nel 2017, con un nuovo comitato organizzatore.

## Amministrazione
Di seguito è presentata una tabella relativa alle amministrazioni che si sono succedute in questo comune.
| Periodo          | Periodo          | Primo cittadino                                                                                           | Partito                            | Carica      | Note  |
| ---------------- | ---------------- | --- | ---------------------------------- | ----------- | ----- |
| 28 giugno 1985   | 28 maggio 1990   | Pietro Musso                                                                                              | lista civica                       | Sindaco     | [ 8 ] |
| 28 maggio 1990   | 5 maggio 1992    | Pietro Musso                                                                                              | -                                  | Sindaco     | [ 8 ] |
| 11 maggio 1992   | 24 aprile 1995   | Crispino Caudera                                                                                          | Democrazia Cristiana               | Sindaco     | [ 8 ] |
| 24 aprile 1995   | 14 giugno 1999   | Crispino Caudera                                                                                          | tendenti partito popolare italiano | Sindaco     | [ 8 ] |
| 14 giugno 1999   | 14 giugno 2004   | Crispino Caudera                                                                                          | centro                             | Sindaco     | [ 8 ] |
| 14 giugno 2004   | 17 novembre 2006 | Albina Arbezzano                                                                                          | lista civica                       | Sindaco     | [ 8 ] |
| 17 novembre 2006 | 28 maggio 2007   | Andrea Polichetti                                                                                         |                                    | Comm. pref. | [ 8 ] |
| 29 maggio 2007   | 7 maggio 2012    | Crispino Lorenzo Caudera                                                                                  | lista civica                       | Sindaco     | [ 8 ] |
| 7 maggio 2012    | 11 giugno 2017   | Tommaso Turinetti                                                                                         |                                    | Sindaco     | [ 8 ] |
| 12 giugno 2017   | 10 giugno 2018   | Silvana Maria Elena Coviello - Commissario prefettizio ; Francesca Stallone - Sub Commissario prefettizio |                                    | Sindaco     | [ 8 ] |
| 11 giugno 2018   | 14 maggio 2023   | Maurizio Fariello                                                                                         | lista civica Nuove idee in comune  | Sindaco     | [ 8 ] |
| 30 maggio 2023   | in carica        | Vittorio Rocchietti                                                                                       | lista civica Sentirsi a Mathi      | Sindaco     | [ 8 ] |

### Gemellaggi
- Las Parejas
- Mugiarro

## Sport

### Calcio
La squadra di calcio di Mathi è l'A.D.C. MathiLanzese, nata al termine della stagione calcistica 2008/2009 dalla fusione dell'U.S. Lanzese e dell'A.S.D.C. Mathi. La nuova società milita nel campionato di Prima Categoria Piemontese. 

Le due sedi della società sono in viale dello Sport 6 a Lanzo e in Via Commendator Selva 25 a Mathi. 

L'ex presidente dell'U.S. Lanzese è diventato Responsabile del Settore Giovanile mentre l'ex presidente dell'A.S.D.C. Mathi è diventato il presidente della nuova società.